# CoMaps
CoMaps é um aplicativo de navegação offline, gratuito e de código aberto, impulsionado pela comunidade, que utiliza dados de mapas do OpenStreetMap (OSM). O aplicativo foi projetado para funcionar sem conectividade à internet, permitindo o download de mapas para uso offline. CoMaps enfatiza a privacidade, a transparência e a colaboração da comunidade, visando fornecer uma solução de navegação que não só é fácil de usar, mas também respeita os dados do usuário e incentiva a participação aberta.

## Características

### Privacidade
CoMaps prioriza a privacidade do usuário ao não coletar dados pessoais ou rastrear localizações de usuários.

### Mapas offline
CoMaps funciona totalmente offline permitindo que os usuários baixem mapas antecipadamente. Uma vez que os mapas são baixados, a navegação, a pesquisa e o planejamento de rotas não requerem conexão com a internet. O aplicativo oferece mapas offline de todo o mundo, incluindo rotas de ciclismo, trilhas de caminhada, caminhos para pedestres, linhas de contorno, perfis de elevação, picos e declives.

### Baixo consumo de bateria
O aplicativo foi projetado para otimizar o uso da bateria durante a navegação.

### Navegação
CoMaps fornece navegação para diversas atividades, incluindo caminhadas, ciclismo, direção e transporte público. Ele suporta navegação passo a passo com orientação por voz e permite que os usuários pesquisem informações no mapa e adicionem marcadores.

## Dados do OpenStreetMap
CoMaps se integra com o projeto OpenStreetMap, utilizando seus dados de mapas colaborativos. O aplicativo inclui um editor integrado onde as pessoas podem contribuir com atualizações para o mapa, como empresas e pontos de interesse.

## Princípios Fundamentais
A equipe CoMaps criou um conjunto de princípios como base do projeto:
1. Transparência
2. Tomada de decisão comunitária
3. Sem fins lucrativos
4. Código aberto
5. Focado na privacidade
6. Financiamento coletivo
7. Bens de Interesse Público

O projeto CoMaps foi iniciado em resposta às crescentes preocupações e insatisfações dentro da comunidade Organic Maps. O projeto Organic Maps original, embora inicialmente promovido como um esforço comunitário aberto, enfrentou problemas significativos relacionados à governança, transparência e ao potencial de lucro para os acionistas às custas da comunidade. Essas preocupações foram detalhadas em uma carta aberta aos acionistas do Organic Maps. Apesar de algumas medidas positivas, a falta de uma solução substancial levou à decisão dos contribuidores da comunidade de iniciar um novo projeto independente.
O primeiro lançamento público do CoMaps foi disponibilizado em 1 de junho de 2025 
Até maio de 2025, um anfitrião fiscal foi configurado no Open Collective.  O processo para formar uma estrutura legal sem fins lucrativos ou cooperativa para o projeto está em andamento.